# NBA All Star-gála Most Valuable Player
Az NBA All-Star-gála Kobe Bryant Legértékesebb Játékos Díj (MVP) egy évente átadott díj a National Basketball Association-ben (NBA) azon játékosoknak, akik az adott év All Star-gálájának legjobb játékosának szavaztak. A díjat 1953-ban indították hivatalosan és a korábbi két évre is átadták visszamenőleg. Ed Macauley-t és Paul Arizin-t választották az 1951-es és 1952-es díjazottnak. A díjazottra kiválasztott médiatagok szavaznak minden évben a mérkőzés befejezte után. Azon játékos vagy játékosok, akik a legtöbb szavazatot kapják, lesznek az MVP-k. 2020-ben Adam Silver átnevezte a díjat NBA All-Star Game Most Valuable Playerről, Kobe Bryant emlékére, aki pár héttel az esemény előtt hunyt el helikopter-balesetben.
2025-ben Stephen Curry nyerte el a díjat. Kobe Bryant és Bob Pettit az egyetlen játékosok, akik négyszer nyerték el a díjat. Oscar Robertson, Michael Jordan, Shaquille O'Neal és LeBron James mind háromszor, míg Bob Cousy, Curry, Julius Erving, Isiah Thomas, Magic Johnson, Karl Malone, Allen Iverson, Russell Westbrook és Kevin Durant kétszer lettek díjazottak. James a díj legfiatalabb győztese, 2006-ban 21 évesen és 51 naposan nyerte el azt. 1999-ben nem adták át a díjat, az NBA-zárlat miatt. Négy gálán volt két győztes —Elgin Baylor és Pettit 1959-ben, John Stockton és Malone 1993-ban, O'Neal és Tim Duncan 2000-ben, illetve O'Neal és Bryant 2009-ben. O'Neal lett a liga történetének első játékosa, aki kétszer is holtversenyben végzett a díjra és az első, aki több csapattal elnyerte azt. A Los Angeles Lakers csapatának játékosai tizenegyszer, míg a Boston Celtics játékosai nyolcszor érdemelték ki a díjat. Duncan (Virgin-szigetek), Kyrie Irving (Ausztrália) és Antetokounmpo (Görögország) az egyetlen nemzetközi játékosok, akik elnyerték a díjat, bár a korábbi kettő rendelkezik amerikai állampolgársággal. Duncan, ugyan amerikai területen született, az NBA nemzetközi játékosnak tekinti, mert nem az 50 állam egyikében jött világra. Antetokounmpo az egyetlen játékos, aki nem játszott az Egyesült Államokban az NBA előtt és elnyerte a díjat (Irving két éves kora óta Amerikában élt, míg Duncan játszott a Wake Forest csapatában).
Bob Pettit (1958, 1959) és Russell Westbrook (2015, 2016) az egyetlen játékosok, akik sorozatban kétszer elnyerték a díjat. Pettit (1956), Bob Cousy (1957), Wilt Chamberlain (1960), Bill Russell (1963), Oscar Robertson (1964), Willis Reed (1970), Dave Cowens (1973), Michael Jordan (1988, 1996, 1998), Magic Johnson (1990), Shaquille O'Neal (2000) és Allen Iverson (2001) ugyanabban a szezonban elnyerték az All Star MVP és az NBA Most Valuable Player díjakat. Jordan az egyetlen, akinek ez többször is sikerült. Tizennégy játékos nyerte el úgy a díjat, hogy abban a csapatban játszott, amely otthont adott az All Star-gálának: Macauley (1951), Cousy (1957), Pettit (1958, 1962), Chamberlain (1960), Adrian Smith (1966), Rick Barry (1967), Jerry West (1972), Tom Chambers (1987), Michael Jordan (1988), Karl Malone (1993), John Stockton (1993), O'Neal (2004, 2009), Bryant (2011), Davis (2017) és Curry (2025). Kareem Abdul-Jabbar játszott a legtöbb All Star-gálán (18) anélkül, hogy elnyerte volna a díjat, míg Adrian Smith-t az egyetlen szereplésén díjazták.

## Díjazottak

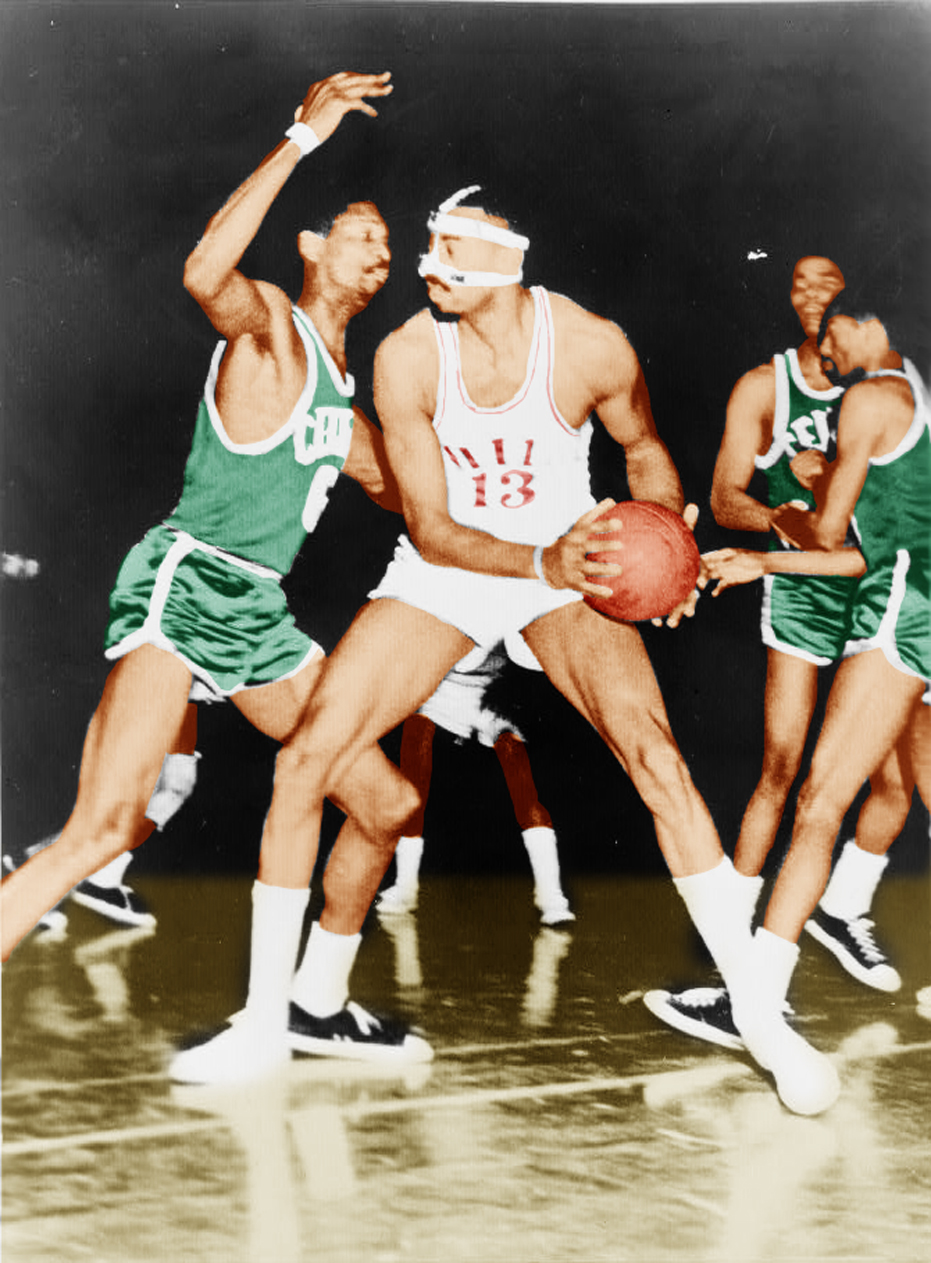
Bill Russell (balra) 1963-ban, míg Wilt Chamberlain (középen) 1960-ban nyerte el a díjat.

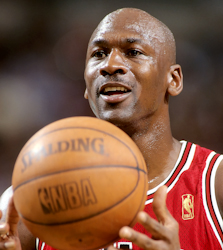
Michael Jordan háromszor nyerte el a díjat karrierje során.

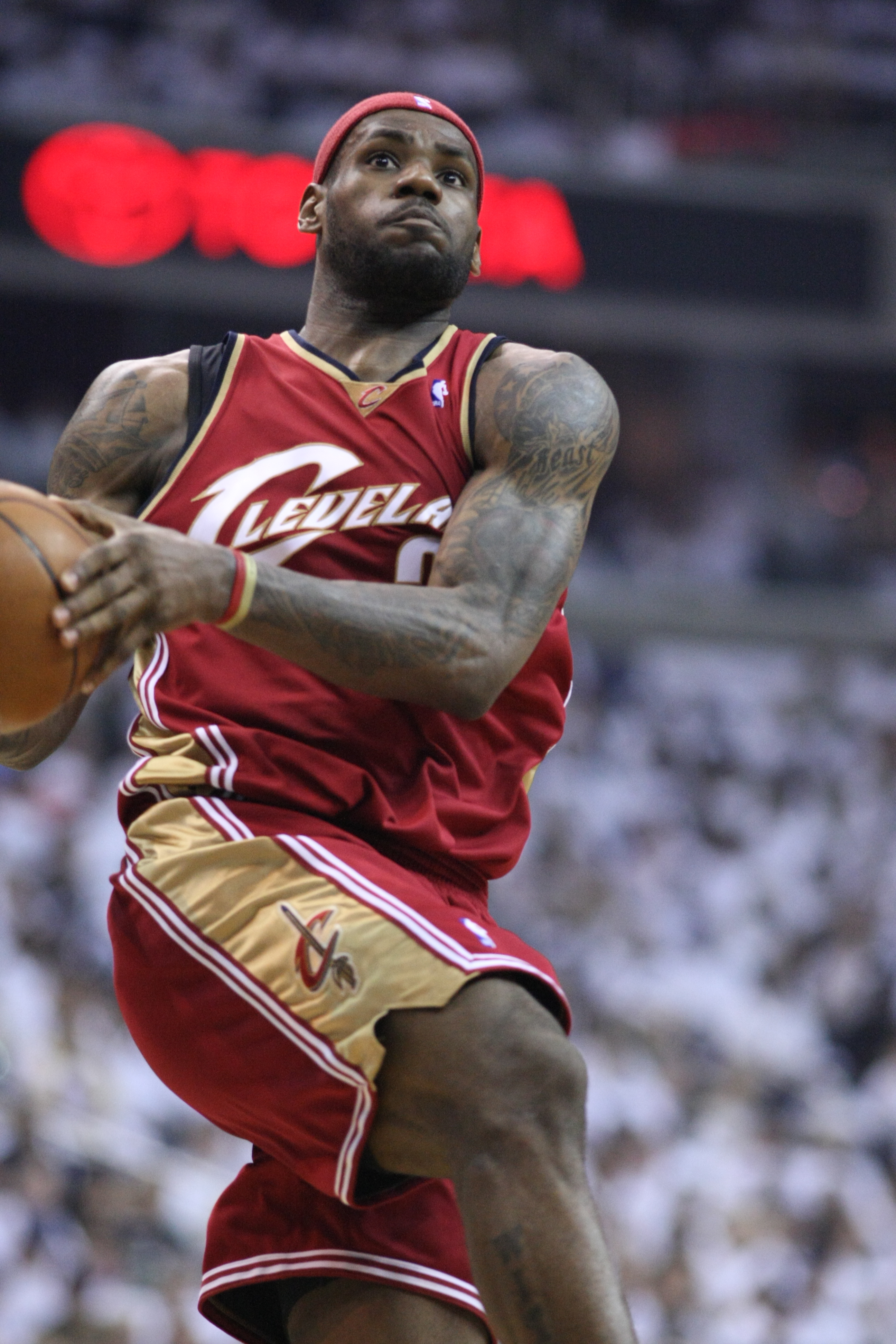
LeBron James a legfiatalabb játékos (21 év, 51 nap), aki elnyerte a díjat, illetve ő szerezte a legtöbb pontot az All Star-gála történetében.

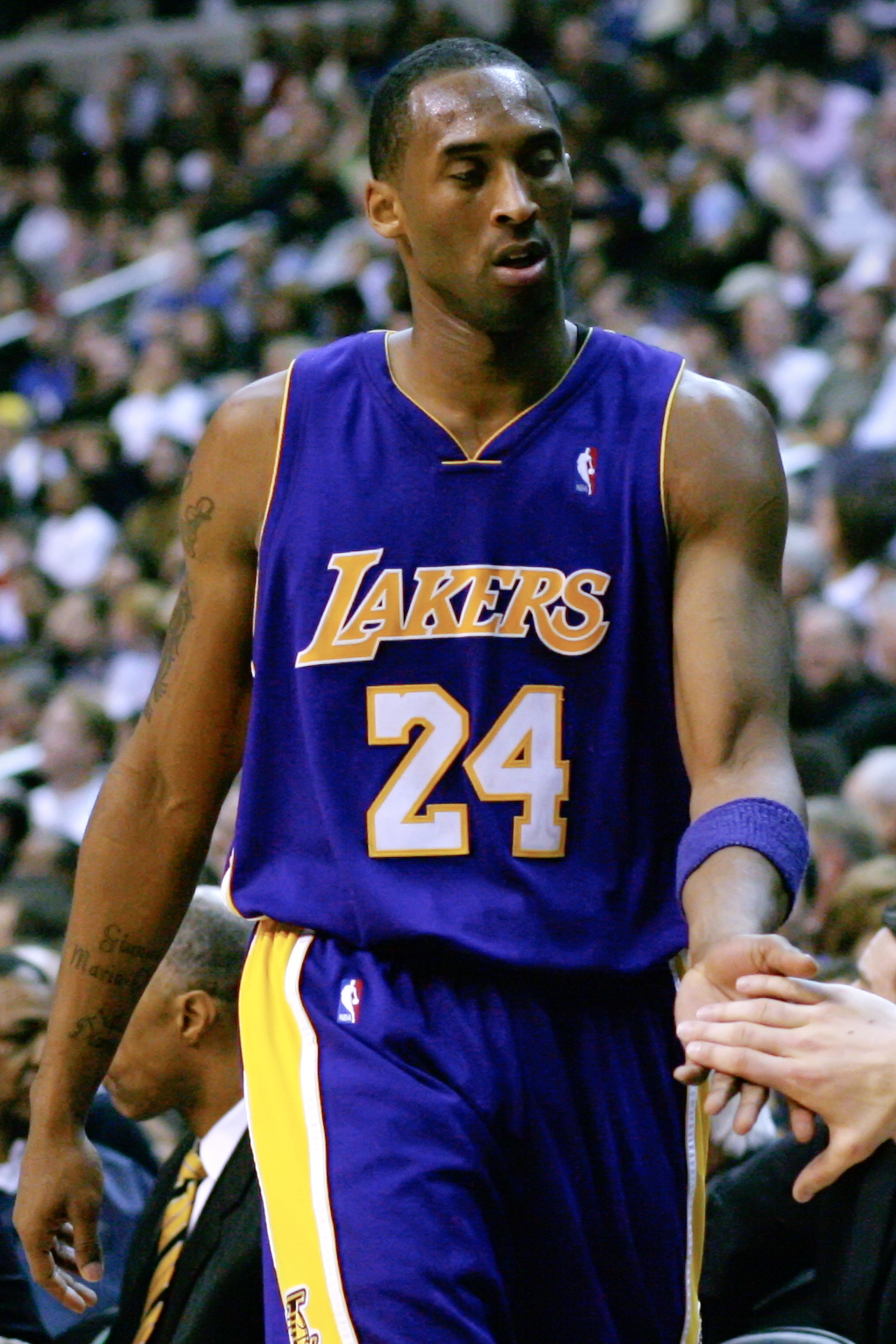
Kobe Bryant négyszer nyerte el a díjat, amely rekordnak számít. Ezt a számot rajta kívül csak Bob Pettit érte el.

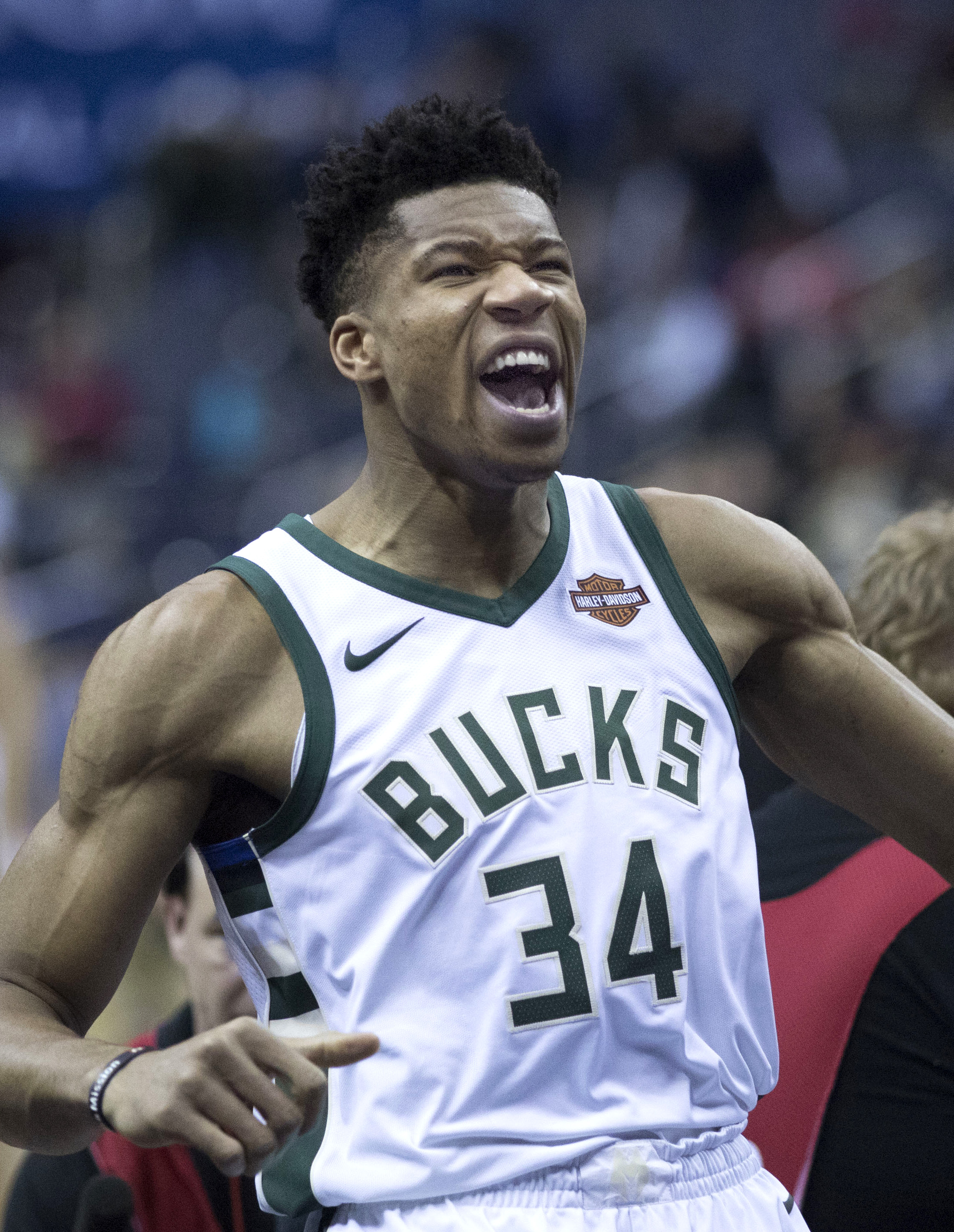
Jánisz Antetokúnmpo az egyetlen nem-amerikai és az első görög játékos, aki elnyerte a díjat.

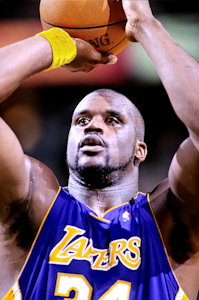
Shaquille O’Neal háromszor nyerte el a díjat karrierje során, illetve ő a legidősebb győztes (36 év, 346 nap).

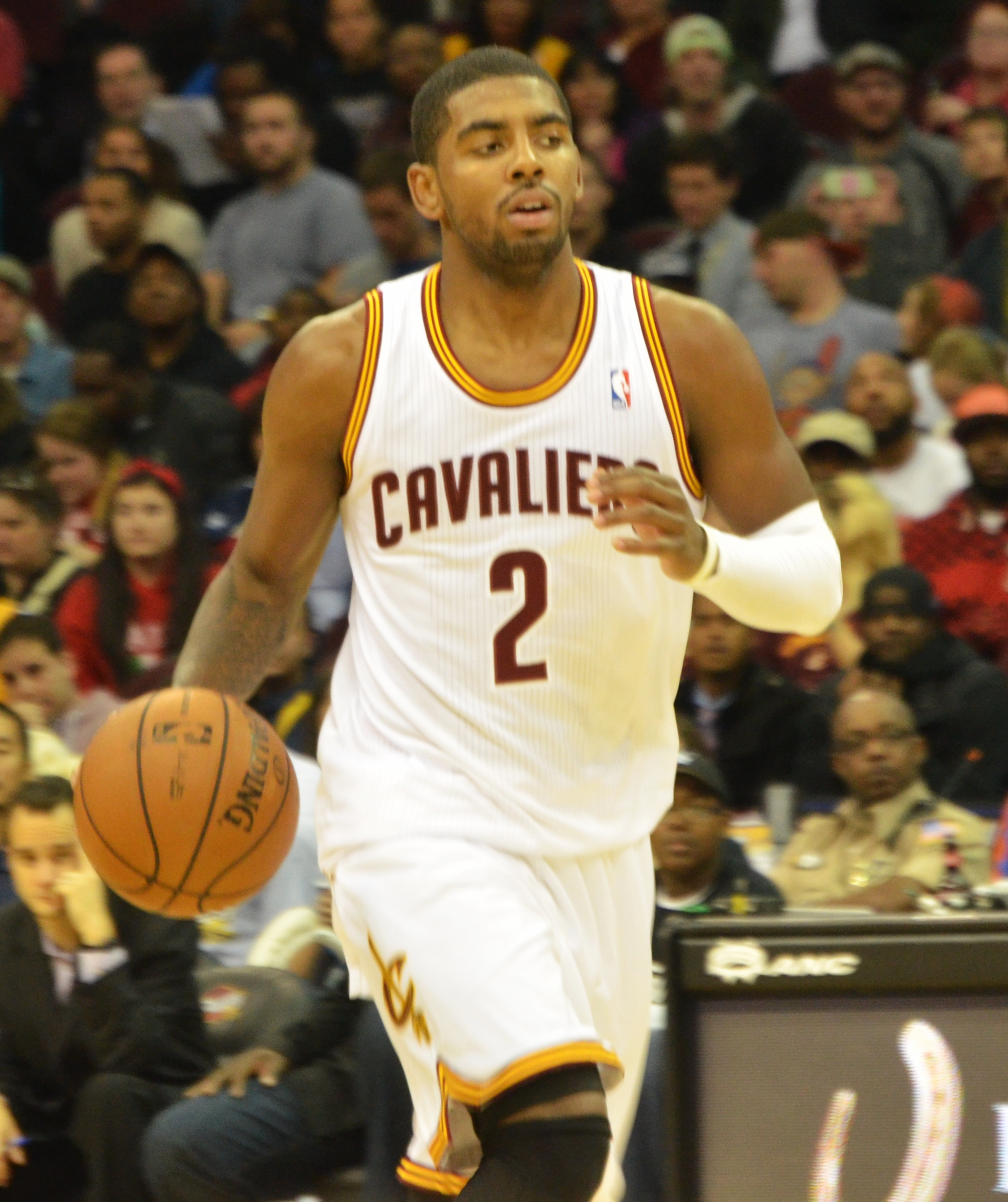
Kyrie Irving-et második gálaszereplésén díjazták.

| ^ | A játékos aktív az NBA-ben                                |
| * | Beiktatva a Naismith Memorial Basketball Hall of Fame-be. |

| Szezon | Játékos                         | Poz.                            | Nemzetiség                      | Csapat                          |
| ------ | ------------------------------- | ------------------------------- | ------------------------------- | ------------------------------- |
| 1951   | Ed Macauley*                    | C/F                             | Egyesült Államok                | Boston Celtics                  |
| 1952   | Paul Arizin*                    | C/G                             | Egyesült Államok                | Philadelphia Warriors           |
| 1953   | George Mikan*                   | C                               | Egyesült Államok                | Minneapolis Lakers              |
| 1954   | Bob Cousy*                      | G                               | Egyesült Államok                | Boston Celtics (2)              |
| 1955   | Bill Sharman*                   | G                               | Egyesült Államok                | Boston Celtics (3)              |
| 1956   | Bob Pettit*                     | F/C                             | Egyesült Államok                | St. Louis Hawks                 |
| 1957   | Bob Cousy* (2)                  | G                               | Egyesült Államok                | Boston Celtics (4)              |
| 1958   | Bob Pettit* (2)                 | F/C                             | Egyesült Államok                | St. Louis Hawks (2)             |
| 1959   | Elgin Baylor*                   | F                               | Egyesült Államok                | Minneapolis Lakers (2)          |
| 1959   | Bob Pettit* (3)                 | F/C                             | Egyesült Államok                | St. Louis Hawks (3)             |
| 1960   | Wilt Chamberlain*               | C                               | Egyesült Államok                | Philadelphia Warriors (2)       |
| 1961   | Oscar Robertson*                | G                               | Egyesült Államok                | Cincinnati Royals               |
| 1962   | Bob Pettit* (4)                 | F/C                             | Egyesült Államok                | St. Louis Hawks (4)             |
| 1963   | Bill Russell*                   | C                               | Egyesült Államok                | Boston Celtics (5)              |
| 1964   | Oscar Robertson* (2)            | G                               | Egyesült Államok                | Cincinnati Royals (2)           |
| 1965   | Jerry Lucas*                    | F/C                             | Egyesült Államok                | Cincinnati Royals (3)           |
| 1966   | Adrian Smith                    | G                               | Egyesült Államok                | Cincinnati Royals (4)           |
| 1967   | Rick Barry*                     | F                               | Egyesült Államok                | San Francisco Warriors (3)      |
| 1968   | Hal Greer*                      | G/F                             | Egyesült Államok                | Philadelphia 76ers              |
| 1969   | Oscar Robertson* (3)            | G                               | Egyesült Államok                | Cincinnati Royals (5)           |
| 1970   | Willis Reed*                    | C/F                             | Egyesült Államok                | New York Knicks                 |
| 1971   | Lenny Wilkens*                  | G                               | Egyesült Államok                | Seattle SuperSonics             |
| 1972   | Jerry West*                     | G                               | Egyesült Államok                | Los Angeles Lakers (3)          |
| 1973   | Dave Cowens*                    | C/F                             | Egyesült Államok                | Boston Celtics (6)              |
| 1974   | Bob Lanier*                     | C                               | Egyesült Államok                | Detroit Pistons                 |
| 1975   | Walt Frazier*                   | G                               | Egyesült Államok                | New York Knicks (2)             |
| 1976   | Dave Bing*                      | G                               | Egyesült Államok                | Washington Bullets              |
| 1977   | Julius Erving*                  | F                               | Egyesült Államok                | Philadelphia 76ers (2)          |
| 1978   | Randy Smith                     | G/F                             | Egyesült Államok                | Buffalo Braves                  |
| 1979   | David Thompson*                 | G/F                             | Egyesült Államok                | Denver Nuggets                  |
| 1980   | George Gervin*                  | G/F                             | Egyesült Államok                | San Antonio Spurs               |
| 1981   | Nate Archibald*                 | G                               | Egyesült Államok                | Boston Celtics (7)              |
| 1982   | Larry Bird*                     | F                               | Egyesült Államok                | Boston Celtics (8)              |
| 1983   | Julius Erving* (2)              | F                               | Egyesült Államok                | Philadelphia 76ers (3)          |
| 1984   | Isiah Thomas*                   | G                               | Egyesült Államok                | Detroit Pistons (2)             |
| 1985   | Ralph Sampson*                  | C/F                             | Egyesült Államok                | Houston Rockets                 |
| 1986   | Isiah Thomas* (2)               | G                               | Egyesült Államok                | Detroit Pistons (3)             |
| 1987   | Tom Chambers                    | F/C                             | Egyesült Államok                | Seattle SuperSonics (2)         |
| 1988   | Michael Jordan*                 | G                               | Egyesült Államok                | Chicago Bulls                   |
| 1989   | Karl Malone*                    | F                               | Egyesült Államok                | Utah Jazz                       |
| 1990   | Magic Johnson*                  | G                               | Egyesült Államok                | Los Angeles Lakers (4)          |
| 1991   | Charles Barkley*                | F                               | Egyesült Államok                | Philadelphia 76ers (4)          |
| 1992   | Magic Johnson* (2)              | G                               | Egyesült Államok                | Los Angeles Lakers (5)          |
| 1993   | John Stockton*                  | G                               | Egyesült Államok                | Utah Jazz (2)                   |
| 1993   | Karl Malone* (2)                | F                               | Egyesült Államok                | Utah Jazz (3)                   |
| 1994   | Scottie Pippen*                 | F                               | Egyesült Államok                | Chicago Bulls (2)               |
| 1995   | Mitch Richmond*                 | G                               | Egyesült Államok                | Sacramento Kings (6)            |
| 1996   | Michael Jordan* (2)             | G                               | Egyesült Államok                | Chicago Bulls (3)               |
| 1997   | Glen Rice                       | F                               | Egyesült Államok                | Charlotte Hornets               |
| 1998   | Michael Jordan* (3)             | G                               | Egyesült Államok                | Chicago Bulls (4)               |
| 1999   | A gála nem került megrendezésre | A gála nem került megrendezésre | A gála nem került megrendezésre | A gála nem került megrendezésre |
| 2000   | Shaquille O’Neal*               | C                               | Egyesült Államok                | Los Angeles Lakers (6)          |
| 2000   | Tim Duncan*                     | F/C                             | Egyesült Államok                | San Antonio Spurs (2)           |
| 2001   | Allen Iverson*                  | G                               | Egyesült Államok                | Philadelphia 76ers (5)          |
| 2002   | Kobe Bryant*                    | G                               | Egyesült Államok                | Los Angeles Lakers (7)          |
| 2003   | Kevin Garnett*                  | F/C                             | Egyesült Államok                | Minnesota Timberwolves          |
| 2004   | Shaquille O’Neal* (2)           | C                               | Egyesült Államok                | Los Angeles Lakers (8)          |
| 2005   | Allen Iverson* (2)              | G                               | Egyesült Államok                | Philadelphia 76ers (6)          |
| 2006   | LeBron James^                   | F                               | Egyesült Államok                | Cleveland Cavaliers             |
| 2007   | Kobe Bryant* (2)                | G                               | Egyesült Államok                | Los Angeles Lakers (9)          |
| 2008   | LeBron James^ (2)               | F                               | Egyesült Államok                | Cleveland Cavaliers (2)         |
| 2009   | Kobe Bryant* (3)                | G                               | Egyesült Államok                | Los Angeles Lakers (10)         |
| 2009   | Shaquille O’Neal* (3)           | C                               | Egyesült Államok                | Phoenix Suns                    |
| 2010   | Dwyane Wade*                    | G                               | Egyesült Államok                | Miami Heat                      |
| 2011   | Kobe Bryant* (4)                | G                               | Egyesült Államok                | Los Angeles Lakers (11)         |
| 2012   | Kevin Durant^                   | F                               | Egyesült Államok                | Oklahoma City Thunder (3)       |
| 2013   | Chris Paul^                     | G                               | Egyesült Államok                | Los Angeles Clippers (2)        |
| 2014   | Kyrie Irving^                   | G                               | Egyesült Államok                | Cleveland Cavaliers (3)         |
| 2015   | Russell Westbrook^              | G                               | Egyesült Államok                | Oklahoma City Thunder (4)       |
| 2016   | Russell Westbrook^ (2)          | G                               | Egyesült Államok                | Oklahoma City Thunder (5)       |
| 2017   | Anthony Davis^                  | F/C                             | Egyesült Államok                | New Orleans Pelicans            |
| 2018   | LeBron James^ (3)               | F                               | Egyesült Államok                | Cleveland Cavaliers (4)         |
| 2019   | Kevin Durant^ (2)               | F                               | Egyesült Államok                | Golden State Warriors (4)       |
| 2020   | Kawhi Leonard^                  | F                               | Egyesült Államok                | Los Angeles Clippers (3)        |
| 2021   | Jánisz Antetokúnmpo^            | F                               | Görögország                     | Milwaukee Bucks                 |
| 2022   | Stephen Curry^                  | G                               | Egyesült Államok                | Golden State Warriors (5)       |
| 2023   | Jayson Tatum^                   | F                               | Egyesült Államok                | Boston Celtics (9)              |
| 2024   | Damian Lillard^                 | G                               | Egyesült Államok                | Milwaukee Bucks (2)             |
| 2025   | Stephen Curry^ (2)              | G                               | Egyesült Államok                | Golden State Warriors (6)       |

1. ↑  Tim Duncan az Egyesült Államok állampolgára, mert az Amerikai Virgin-szigeteken született.[11] Az amerikai válogatottat képviselte.[12]
2. ↑  James 21 évesen és 51 naposan a legfiatalabb játékos, aki elnyerte a díjat.
3. ↑  O’Neal 36 évesen és 346 naposan a legidősebb játékos, aki elnyerte a díjat.
4. ↑  Kyrie Irving Ausztráliában született amerikai szülők gyermekeként, és családja két éves korában visszatért az Egyesült Államokba. Amerikai és ausztrál állampolgársággal is rendelkezik, de az amerikai válogatottat képviselte.[13]

## Többszörös díjazottak
| Játékos           | Csapat                                      | Díjak száma | Évek                   |
| ----------------- | ------------------------------------------- | ----------- | ---------------------- |
| Bob Pettit        | St. Louis Hawks                             | 4           | 1956, 1958, 1959, 1962 |
| Kobe Bryant       | Los Angeles Lakers                          | 4           | 2002, 2007, 2009, 2011 |
| Oscar Robertson   | Cincinnati Royals                           | 3           | 1961, 1964, 1969       |
| Michael Jordan    | Chicago Bulls                               | 3           | 1988, 1996, 1998       |
| Shaquille O’Neal  | Los Angeles Lakers Phoenix Suns             | 3           | 2000, 2004, 2009       |
| LeBron James      | Cleveland Cavaliers                         | 3           | 2006, 2008, 2018       |
| Bob Cousy         | Boston Celtics                              | 2           | 1954, 1957             |
| Stephen Curry     | Golden State Warriors                       | 2           | 2022, 2025             |
| Julius Erving     | Philadelphia 76ers                          | 2           | 1977, 1983             |
| Isiah Thomas      | Detroit Pistons                             | 2           | 1984, 1986             |
| Karl Malone       | Utah Jazz                                   | 2           | 1989, 1993             |
| Magic Johnson     | Los Angeles Lakers                          | 2           | 1990, 1992             |
| Allen Iverson     | Philadelphia 76ers                          | 2           | 2001, 2005             |
| Russell Westbrook | Oklahoma City Thunder                       | 2           | 2015, 2016             |
| Kevin Durant      | Oklahoma City Thunder Golden State Warriors | 2           | 2012, 2019             |

## Lásd még
- NBA Most Valuable Player
- NBA-döntő Most Valuable Player